# Arctogeron
Arctogeron es un género monotípico de plantas con flores perteneciente a familia  Asteraceae, el género incluye solamente una especie, Arctogeron gramineum.

## Descripción
Es una planta herbácea, perennifolia, de formación cespitosa, con caudex ramificado, raíz principal espesa. Las hojas lineales. Las capitulescencias radiales, solitarias. Involucro campanulado; filarios 3 - o 4-seriados, imbricados, estrechamente lanceolados. Flósculos fértiles. Rayos de florecillas blancas o de color blanco rosado, dos veces más que el involucro, lámina ovado-oblongas, floretes del disco bisexuales, amarillos cilíndrico-campanulados, 5-lobulado, lóbulos triangulares; antera base obtusa, lanceoladas apéndice apical. Los frutos son aquenios oblongos, ligeramente comprimidos, densamente seríceos plateados, ligeramente veteados. Vilano 3 - o 4-seriados, de color blanco a blanco amarillento con cerdas barbadas.

## Distribución
Se encuentra en el nordeste de China, Mongolia y Rusia (Lejano Oriente).

## Taxonomía
Arctogeron gramineum fue descrita por (L.) DC. y publicado en Prodromus Systematis Naturalis Regni Vegetabilis 5: 261. 1836.
Sinonimia
- Erigeron graminifolius Pall. ex Herder basónimo[4]